# UFC Fight Night: Gustafsson vs. Manuwa
UFC Fight Night: Gustafsson vs. Manuwa（ユーエフシー・ファイトナイト：グスタフソン・バーサス・マヌワ、別名UFC Fight Night 37）は、アメリカ合衆国の総合格闘技団体「UFC」の大会の一つ。2014年3月8日、イングランド・ロンドンのO2アリーナで開催された。

## 大会概要
本大会ではアレクサンダー・グスタフソンとジミ・マヌワによるライトヘビー級ワンマッチが組まれた。
CWFCフライ級王者ニール・シーリーがUFCデビュー。

### カード変更
負傷などによるカードの変更は以下の通り。
- イアン・マッコール → ニール・シーリー（第7試合）

- ロス・ピアソン → マイケル・ジョンソン（第8試合）

- アントニオ・ホジェリオ・ノゲイラ → ジミ・マヌワ（第9試合）

- ローランド・デローム vs. デイヴィッド・グラント → グラントの負傷により中止

## 試合結果

### プレリミナリーカード
第1試合 フライ級ワンマッチ 5分3R
○  ルイス・ゴーディノ vs.  フィル・ハリス ×
1R 1:13 ギロチンチョーク
※ゴーディノの薬物検査失格によりノーコンテスト。
第2試合 ウェルター級ワンマッチ 5分3R
○  イゴール・アラウージョ vs.  ダニー・ミッチェル ×
3R終了 判定3-0（30-27、30-27、30-27）
第3試合 ミドル級ワンマッチ 5分3R
○  クラウディオ・シウバ vs.  ブラッド・スコット ×
3R終了 判定3-0（29-28、29-28、29-28）
第4試合 ミドル級ワンマッチ 5分3R
○  ルーク・バーナット vs.  マッツ・ニルソン ×
1R 4:24 TKO（膝蹴り）
第5試合 ライトヘビー級ワンマッチ 5分3R
○  イリル・ラティフィ vs.  シリル・ディアバテ ×
1R 3:02 ニンジャチョーク

### メインカード
第6試合 ウェルター級ワンマッチ 5分3R
○  グンナー・ネルソン vs.  オマリ・アフメドフ ×
1R 4:36 ギロチンチョーク
第7試合 フライ級ワンマッチ 5分3R
○  ブラッド・ピケット vs.  ニール・シーリー ×
3R終了 判定3-0（30-27、30-27、29-28）
第8試合 ライト級ワンマッチ 5分3R
○  マイケル・ジョンソン vs.  メルヴィン・ギラード ×
3R終了 判定3-0（30-27、30-27、29-28）
第9試合 ライトヘビー級ワンマッチ 5分5R
○  アレクサンダー・グスタフソン vs.  ジミ・マヌワ ×
2R 1:18 TKO（右アッパー→パウンド）

### 各賞
ファイト・オブ・ザ・ナイト： アレクサンダー・グスタフソン vs. ジミ・マヌワ
パフォーマンス・オブ・ザ・ナイト： アレクサンダー・グスタフソン、グンナー・ネルソン
各選手にはボーナスとして5万ドルが支給された。